# Kasma Booty

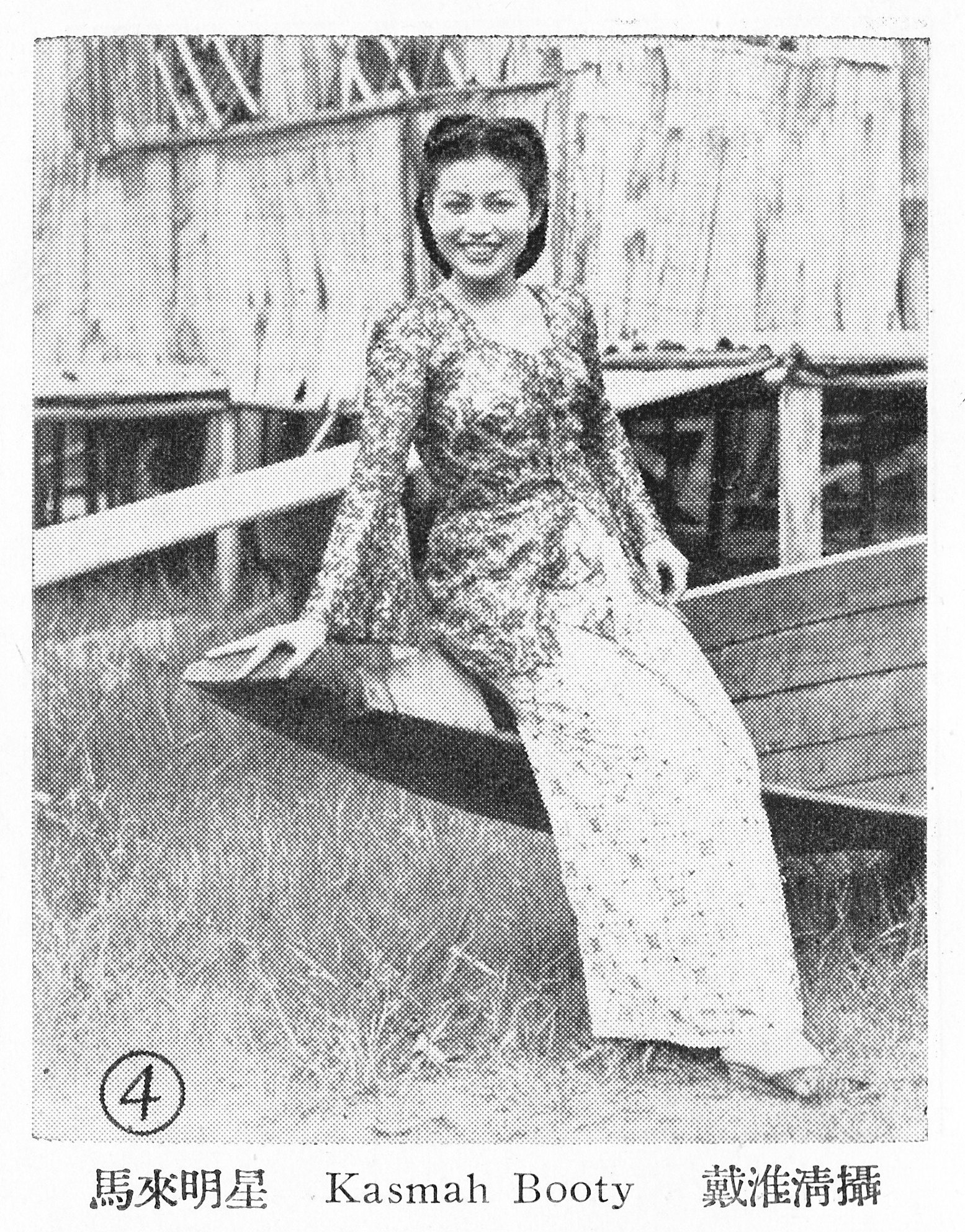
Kasmah Booty in 1952 Singapore

Kasma Booty, oorspronkelijke naam Kasmah Binti Abdullah (Kiasaran (Sumatra), 1932 - Kuala Lumpur, 1 juni 2007) was een bekende Maleisische actrice van Nederlands-Javaanse komaf, die wel de "Elizabeth Taylor van Maleisië" werd genoemd. Ze was getrouwd met Booty Jacobs, wiens naam ze later overnam.
Haar filmcarrière nam op haar vijftiende een aanvang. De eerste films waarin zij speelde, werden door Shaw Brothers voortgebracht. Ze verscheen in producties als Cempaka (1947) en Manusia (1951).

Vervolgens vertrok Booty naar de Cathay Keris Studio in Singapore waar ze optrad in films als Mahsuri (1958), waarna ze zich in de jaren zestig verbond aan de Merdeka Studio in Hulu Kelang (gelegen bij Kuala Lumpur). Aldaar verscheen ze in films als Keris Sempena Riau (1961) en Damak (1967).
Ze werd tweemaal voor haar acteerprestaties onderscheiden. In 1987 ontving ze op het zevende Malaysian Film Festival de Merak Kayangan-prijs voor filmsterveteranen en in 1990 mocht ze de Jury-prijs van het 35-ste Asia Pacific Film Festival in ontvangst nemen.
Kasma Booty overleed op 75-jarige leeftijd ten gevolge van ademhalingsproblemen veroorzaakt door een longontsteking.

## Films
- Cempaka (1947)
- Pisau Berachun (1948)
- Noor Asmara (1949)
- Rachun Dunia (1950)
- Bakti (1950)
- Dewi Murni (1950)
- Sejoli (1951)
- Juwita (1951)
- Manusia (1951)
- Mahsuri (1958)
- Keris Sempena Riau (1961)
- Selendang Merah (1962)
- Siti Payung (1962)
- Ratapan Ibu (1962)
- Tangkap Basah (1963)
- Anak Manja (1963)
- Ragam P. Ramlee (1965)
- Damak (1967)

- Gemeinsame Normdatei: 116377037X
- Virtual International Authority File: 1372153363080437520001
- WorldCat: E39PBJbCQYKv8ChHDRKrMcPxXd